# Un milione di dollari per 7 assassini
Un milione di dollari per 7 assassini è un film del 1966, diretto da Umberto Lenzi.

## Trama
Michael King viene assunto da Simpson, un ricco banchiere, per rintracciare il figlio, famoso fisico nucleare, appena scomparso con una formula segreta.
Arrivato in Egitto Michael trova il cadavere dell'uomo. Il banchiere offre allora a Michael centomila dollari per uccidere l'intera banda responsabile della sua morte. 
La cosa più difficile però è scoprire la vera identità del capo di questa banda.